# ブラウンスバッハ
ブラウンスバッハ (ドイツ語: Braunsbach) は、ドイツ連邦共和国バーデン＝ヴュルテンベルク州北東部シュヴェービッシュ・ハル郡に属す町村（以下、本項では便宜上「町」と記述する）。

## 地理

### 位置
ブラウンスバッハは、郡庁所在地シュヴェービッシュ・ハルから約15kmのコッハー川の渓谷に位置する。

### 隣接する自治体
この自治体は、北はホーエンローエ郡の郡庁所在地であるキュンツェルスアウ、北東はランゲンブルク、東はイルスホーフェンのオーバーシュタイナハ地区、南東はヴォルパーツハウゼン、南はシュヴェービッシュ・ハル、西はウンターミュンクハイムおよびホーエンローエ郡クプファーツェルと境を接している。

### 自治体の構成
首邑であるブラウンスバッハ地区の他、アルンスドルフ、ガイスリンゲン・アム・コッハー、デッティンゲン、ユングホルツハウゼン、オルラッハおよびシュタインキルヒェンの各地区がこの自治体に属している。これらの地区はさらに以下の居住区に細分される。アルンスドルフ、ブラウンオルツヴィーゼン、ヘルトリングスハーゲン、ライザッハスホイーフ、リュッケルツブロン、リュッケルツハウゼン（以上、アルンスドルフ地区）、ビューラーツィンメルン、ヘルガースホーフ（以上、ガイスリンゲン地区）、デルホーフ、ツォッティスホーフェン（以上、ユングホルツハウゼン）、エルツハウゼン（オルラッハ地区）およびティーエアベルク、ゾンマーベルク、ヴィンターベルク、ヴァイラースバッハ（以上、シュタインキルヒェン地区）。

## 歴史
1972年2月1日に、それまで独立した自治体であったアルンスドルフ、ブラウンスバッハ、デッティンゲン、ガイスリンゲン・アム・コッハー、ユングホルツハウゼン、オルラッハおよびシュタインキルヒェンが自発的に合併し、新しい自治体ブラウンスバッハが創設された。

## 行政
この自治体は、ブラウンスバッハ＝ウンターミュンクハイム行政共同体の本部所在地である。

### 友好都市
- Vouillé（フランス、ポワチエ近郊）1987年
- ペーニヒ（ドイツ、ザクセン州）1990年
- Zwierzyniec（ポーランド、ザモシチ近郊）1997年から友好都市締結に向けて接触中

この他に、デッティンゲン地区は、スイスの同名の町と友好関係を築いている。

## 見所

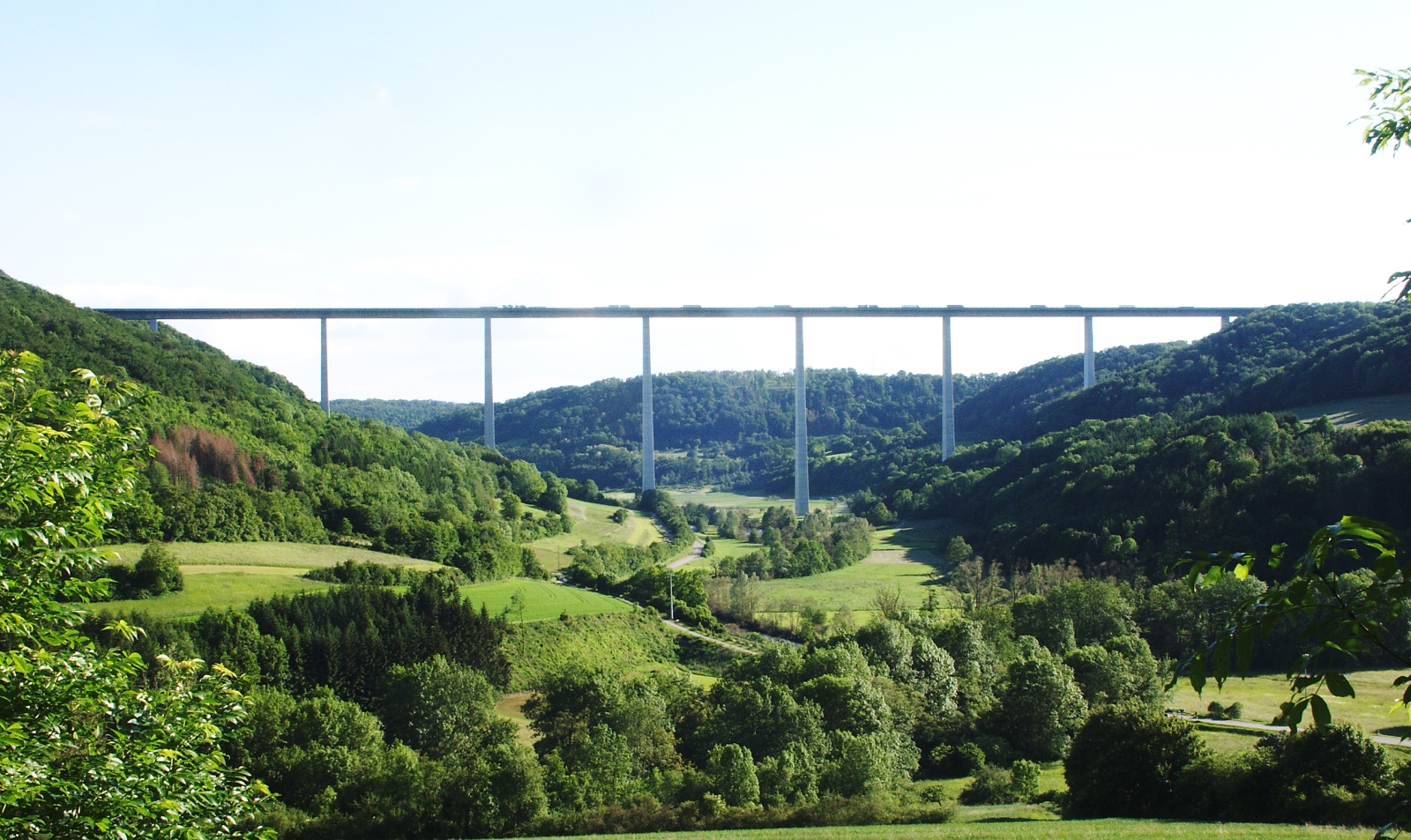
コッハータール橋

- ブラウンスバッハのプロテスタントのボニファティウス教会にある1611年に造られたオルガン
- 1976年から1979年に建設されたコッハータール橋は、この自治体の新しい象徴であり、紋章にも描かれている。この橋は、高さ185mの建設当時には世界で最も高い橋脚を持つ橋であった。この橋の長さは、1,128mである。

## 引用
1. ↑  Statistisches Landesamt Baden-Württemberg – Bevölkerung nach Nationalität und Geschlecht am 31. Dezember 2023 (CSV-Datei)